# 李亀洙
李 亀洙（イ・グス、朝鮮語: 이구수/李龜洙、1912年または1913年4月18日 - 1967年6月6日）は、大韓民国の政治家。制憲韓国国会議員。

## 経歴
慶南固城郡大可面岩田里に生まれる。小学校、日本大学法科卒。記者を4年間務めた後、会社員、農業をした。
1948年5月に実施された制憲議会選挙にて、慶尚南道固城郡選挙区から無所属候補として出馬し当選した。国会議員当選後は国会財政経済委員会委員を務めた。1948年6月に「統一と均等社会を確約する無所属倶楽部」（통일과 균등사회를 다짐하는 무소속구락부）を結成し、その後も国会内の若手議員が集まった「成仁会」や「同成会」に所属した。
1948年8月に国会本会議で民族反逆行為を処罰する特別法の早急な制定と特別委員会の設置を主張し、同年9・10月に韓米行政移譲協定と米軍駐屯の反対声明の発表に参加した。1949年3月には32人の若手議員とともに、自主的な南北平和統一メッセージを国連朝鮮委員会へ伝達する旨を署名し、米国とソ連両軍の完全撤退と統一自主独立を主張した。
1949年5月、国会フラクション事件により李文源、崔泰奎、金若水と共に国家保安法違反の容疑で逮捕され、1950年3月に連座制で懲役3年の刑を言い渡された。服役中に勃発した朝鮮戦争の際北朝鮮に拉致され、北朝鮮で在北平和統一協議会常務委員を務めたが、1958年12月に粛清された。